# Nhà thờ chính tòa Petronio Basilica

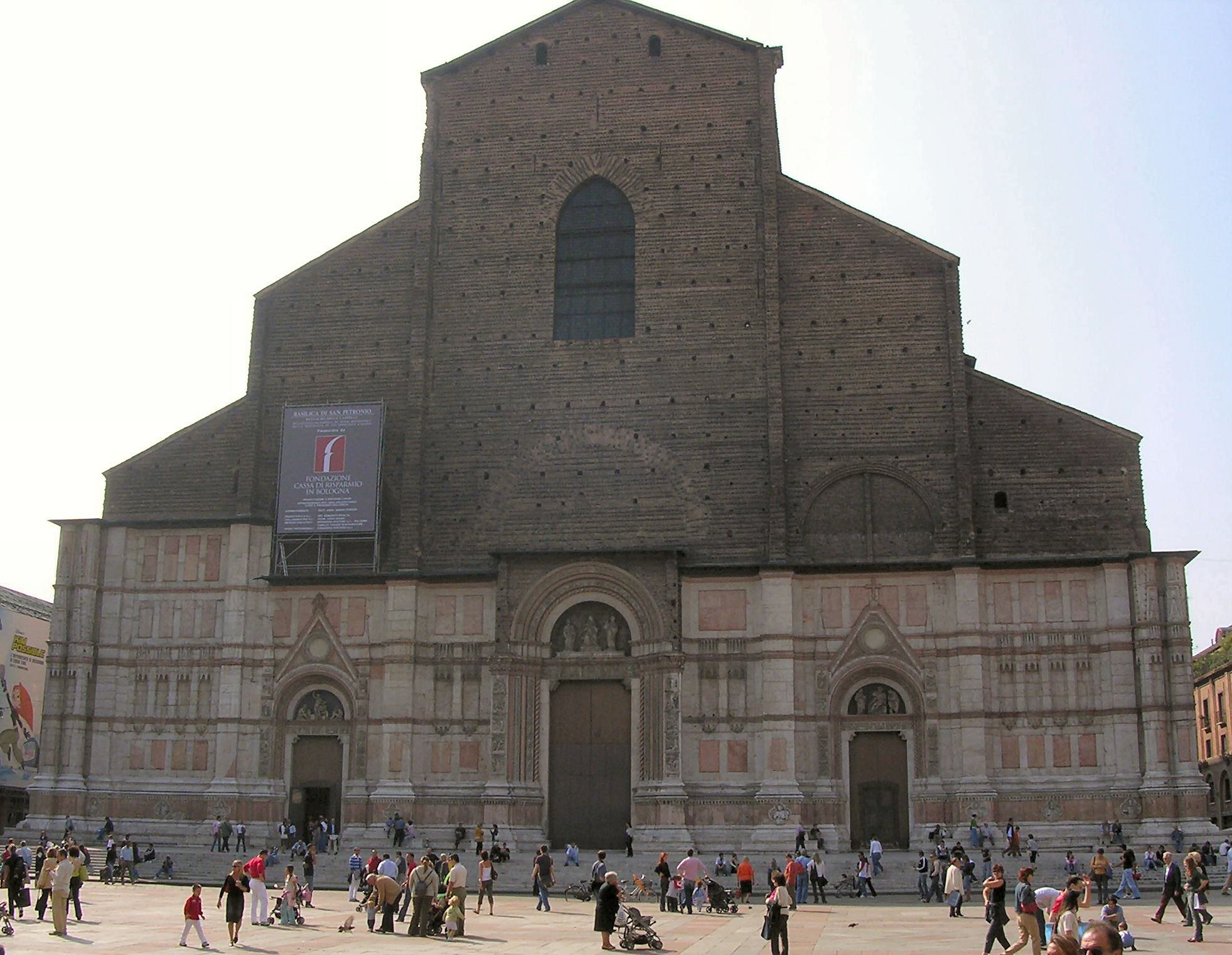
Mặt tiền chưa hoàn thiện của nhà thờ chính tòa San Petronio.

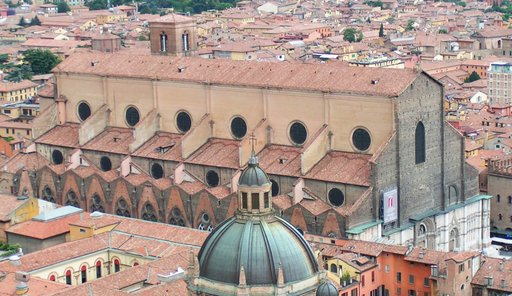
Nhà thờ nhìn từ trên cao

Nhà thờ chính tòa San Petronio là nhà thờ chính của Bologna, Emilia Romagna, miền bắc nước Ý. Nhà thờ chiếm nổi bật ở Piazza Maggiore. Đây là nhà thờ lớn thứ mười trên thế giới theo thể tích, dài 132 mét và rộng 66 mét, trong khi hầm đạt đến 45 mét bên trong và 51 mét ở mặt tiền. Với thể tích 258.000 m³, nó là nhà thờ lớn nhất (Gothic hoặc khác) được xây bằng gạch trên thế giới.

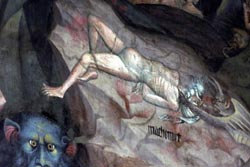
Bức bích họa cuối Gothic ở nhà thờ chính tòa San Petronio, mô tả Mohammed bị tra tấn trong địa ngục.

Trong nhà thờ này có bức bích họa cuối Gothic ở nhà thờ chính tòa San Petronio, mô tả tiên tri Mohammed bị tra tấn dưới địa ngục. Bức họa được vẽ bởi họa sĩ Giovanni da Modena vẽ vào thế kỷ 15. Nội dung bức tranh mô tả nhà tiên tri Mohammed bị tra tấn ở địa ngục và bị một con quỷ nuốt chửng. Bức tranh này khiến những người theo đạo Hồi giáo chính thống tức giận. Năm 2002, năm người được cho là đã có liên hệ với Al Qaeda và đang lên kế hoạch nổ tung tòa nhà, đã bị bắt. Một lần nữa vào năm 2006, kế hoạch của khủng bố Hồi giáo để phá hủy Thánh đường bị cản trở bởi cảnh sát Ý. Những kẻ khủng bố tuyên bố rằng một bích họa thế kỷ 15 trong nhà thờ đã xúc phạm Hồi giáo.
Nhà thờ được dành riêng cho các vị thánh bảo trợ của thành phố, Thánh Petronius, là giám mục của Bologna trong thế kỷ thứ năm. 
Nhà thờ San Petronio được khởi công từ năm 1390. Để nhường chỗ cho nó, một số tòa nhà trong quảng trường đã bị đập đi, gồm ít nhất 8 tháp chuông và nhà thờ nhỏ khác.
Việc xây dựng diễn ra trong nhiều thế kỷ. Đến thế kỷ 16, thành phố quyết định rằng nhà thờ cần lớn hơn nữa để thể hiện sự giàu có, tầm quan trọng ngày càng tăng của Bologna với đất nước.
Việc xây dựng là một dự án chung của Bologna, không phải của các giám mục: tài sản là một biểu tượng của quyền lực xã mà không được chuyển từ thành phố này đến giáo phận cho đến năm 1929; nhà thờ cuối cùng đã được thánh hiến vào năm 1954. Nó đã được chỗ ngồi của các di tích của thánh bảo trợ của Bologna chỉ từ năm 2000; cho đến lúc đó chúng được bảo tồn tại nhà thờ Santo Stefano của Bologna.
Nhà thờ có mặt tiền chưa hoàn thiện, với nửa trên xây gạch cũ kỹ còn nửa dưới ốp đá cẩm thạch nổi bật. Trên phần ốp đá có các tác phẩm điêu khắc gợi nhớ tới nhiều điển tích trong Kinh thánh.
Trong nhà thờ này có đường kinh tuyến trong nhà dài nhất thế giới, 66,8 m. Đường kinh tuyến này được đặt vào năm 1656, tác giả là nhà thiên văn học người ý Gian Domenico Cassini.